# پلمبوژاروسیت
پلمبوژاروسیت (به انگلیسی: Plumbojarosite) با فرمول شیمیایی PbFe6 3+ [(OH)6 - (SO4)2]2 از مجموعه کانی هاست و  به دلیل ترکیب شیمیایی نزدیک به ژاروزیت و محتوای سرب است.  حل شونده در HCl PbO:۱۹٫۷۲٪  Fe2O۳:۴۲٫۴۴٪  SO۳:۲۸٫۲۹٪  H2O:۹٫۵۵٪  برای اولین بار در آمریکا کشف شد و از نظر شکل بلور: ورقه‌ای - پهن و کوتاه، رنگ: زرد - قهوه‌ای تا قهوه‌ای تیره، شفافیت: نیمه شفاف - غیر شفاف، جلا: کدر - شیشه ای، رخ: ناقص، سیستم تبلور: تری گونال و در رده‌بندی سولفات است  و منشأ تشکیل آن ثانوی است.
همایند کانی‌شناسی (پارانژ) آن کلسیت - باریتین - ژیپس- سروزیت- ژاروسیت- لیمونیت است
، از نظر ژیزمان  بلور- لایه ای(قشری) - توده‌ای کمیاب ; آمریکا، ترکیه، یونان و چک و اسلواکی یافت می‌شود.

## منبع
- پردیس کشاورزی ایران